# Qûtb Minâr
 (mars 2010).
Si vous disposez d'ouvrages ou d'articles de référence ou si vous connaissez des sites web de qualité traitant du thème abordé ici, merci de compléter l'article en donnant les références utiles à sa vérifiabilité et en les liant à la section « Notes et références ».

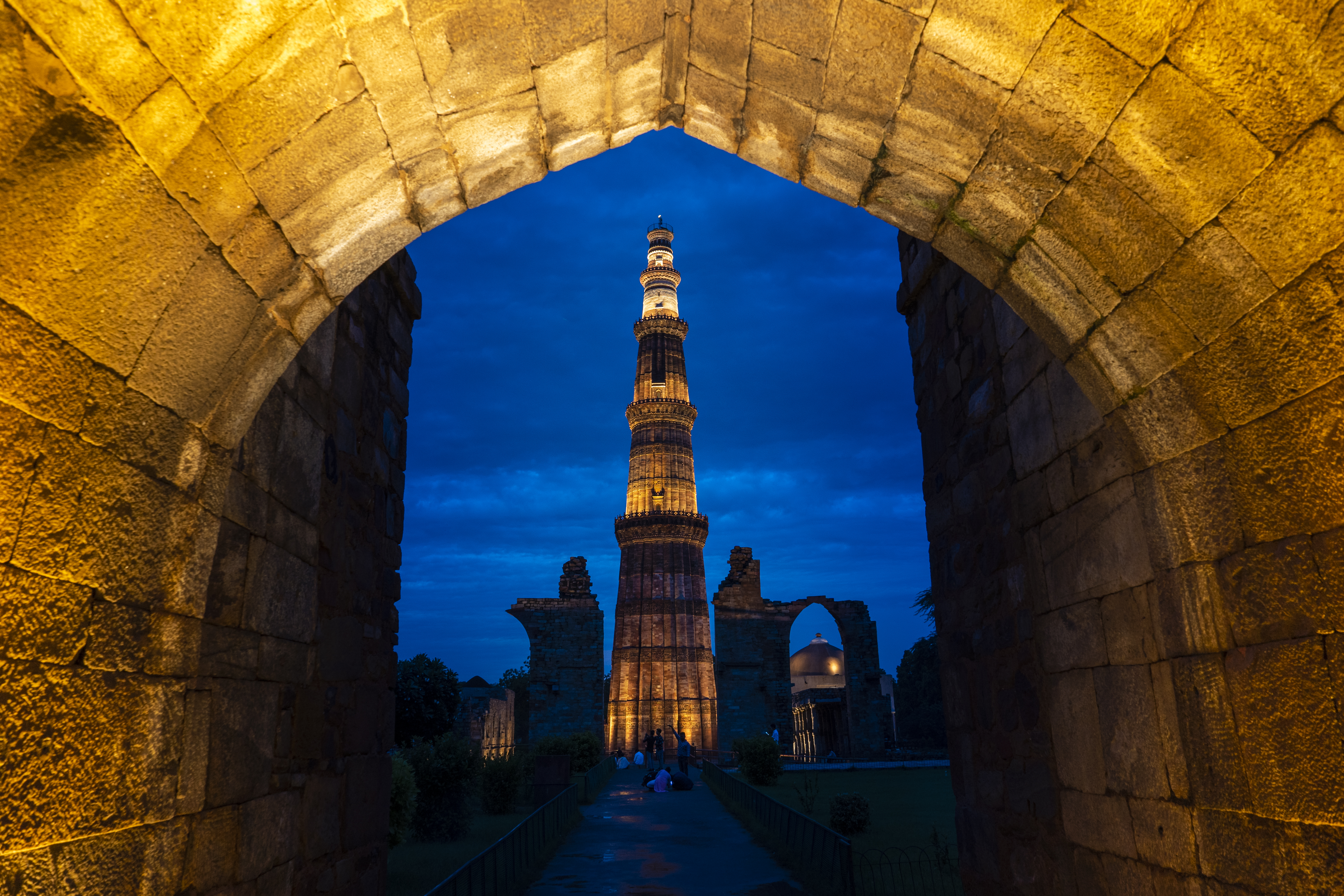
Le Qûtb Minâr, depuis son complexe. Septembre 2021.

Le Qûtb Minâr (ourdou : قطب مینار) ou  Qutb Minar (« tour de la victoire ») est le minaret indien le plus haut, et le troisième mondial. Avec la mosquée Quwwat-ul-Islam (qui contient un pilier de fer qui lui est antérieur), le tombeau d'Iltutmish et d'autres bâtiments, il constitue un des sites touristiques les plus fréquentés de Delhi.
Qûtb ud-Dîn Aibak, le premier sultan de Delhi - inaugurant une succession de plusieurs dynasties musulmanes - commence la construction du Qûtb Minâr en 1192, mais ne réalise que le premier niveau. Son successeur, Îltutmish, lui ajoute trois niveaux supplémentaires et, en 1368, Fîrûz Shâh Tughlûq construit le cinquième et dernier étage.
L'évolution des styles architecturaux d'Aibak à Tuglûk est manifeste lorsqu'on regarde le bâtiment dont la destination n'est pas claire. Certains prétendent qu'il a été construit comme une tour de la victoire pour signifier le début du pouvoir musulman sur l'Inde, alors que d'autres y voient le minaret de la mosquée contiguë utilisé par les muezzins pour l'appel à la prière[réf. nécessaire].

## Histoire

Le minaret, vers 1870.

Le Qûtb Minâr mesure 72,5 m de haut - 80 m à l'origine, et comporte un escalier de 379 marches permettant d'en atteindre le sommet[réf. nécessaire]. Il a été cependant interdit au public à la suite de plusieurs suicides[réf. nécessaire]. Le diamètre de la base est de 14,3 m tandis que celui du dernier étage est de 2,7 m. C'est la plus haute tour de pierre de l'Inde.
Construit en grès rouge à partir des pierres des temples hindous et jaïns détruits lors des invasions islamiques en Inde (les colonnes à motifs floraux de ces temples hindous et jaïns ont été reconvertis en colonnes pour la grande mosquée de Delhi Quoub al-Islâm vers 1199, pratique de démolition de temples indiens, au profit de la construction de mosquées, attestée aussi au Rajasthan ainsi qu'au Gujarat), les deux derniers étages en marbre blanc, il est orné de motifs décoratifs et de vers calligraphiés du Coran. Il y a cependant une polémique concernant l'appellation de la tour, un certain nombre d'historiens pensent que le Qutub Minar n'a pas été baptisé du nom du premier sultan Qûtb ud-Dîn Aibak, mais en l'honneur de Khwaja Qûtb ud-Dîn, un saint de Bagdad qui était venu habiter en Inde et qui était très vénéré par Îltutmish[réf. nécessaire].
Le complexe du Qûtb Minâr comporte beaucoup d'autres bâtiments et structures intéressantes, sans oublier la mosquée Quwwat ul-Islâm, la première construite en Inde, œuvre de Qûtb ud-Dîn Aibak[réf. nécessaire]. D’après une inscription située au-dessus de l'entrée orientale, elle a été élevée en réutilisant des éléments obtenus de la démolition de 27 temples « idolâtres ». Les matériaux prélevés montrent qu'il s'agissait de temples jaïns et hindous. La mosquée comporte un mélange de style indien et de  style islamique[réf. nécessaire]. Le Qûtb Minâr est lui-même construit sur les ruines du Lâl Kot, le fort rouge de la ville de Dhilî, construit par le Râi Pithora vers 1180, à la capitale du Rajput, Tomâra, là où étaient les derniers dirigeants hindous de Delhi. La mosquée est en ruine aujourd'hui mais on peut en étudier certaines parties ornées de motifs floraux et de calligraphies[réf. nécessaire]. À l'ouest de la mosquée, on trouve le tombeau d'Îltutmish construit en 1235, une nouveauté en Inde où la tradition voulait que les corps subissent une crémation, et qui ne connaissait jusque-là que des cénotaphes de petites dimensions.
Près de la mosquée s'élève le « pilier de fer de Delhi » un pylône remontant au IVe siècle et érigé par le raja gupta Chandragupta II en l'honneur de Vishnou. Haut d'à peu près sept mètres, composé de 98 % de fer, il a résisté depuis 1 600 ans à la corrosion de l'atmosphère indienne soumise à la mousson.

### Fiction
Dans l'album Tintin au Tibet, Tintin et le capitaine Haddock se rendent à Delhi et visitent le monument.